# Hoddesdon Rural
Hoddesdon Rural var en civil parish 1894–1935 när det uppgick i Hoddesdon och Brickendon Liberty, i grevskapet Hertfordshire i England. Civil parish var belägen 4 km från Hertford och hade 58 invånare år 1931.